# The Villager
The Villager est un journal hebdomadaire de Lower Manhattan. Il a été fondé en 1933 par Walter et Isabel Bryan.